# Hydractinia michaelseni
Hydractinia michaelseni is een hydroïdpoliep uit de familie Hydractiniidae. De poliep komt uit het geslacht Hydractinia. Hydractinia michaelseni werd in 1914 voor het eerst wetenschappelijk beschreven door Broch. 